# Chak chak

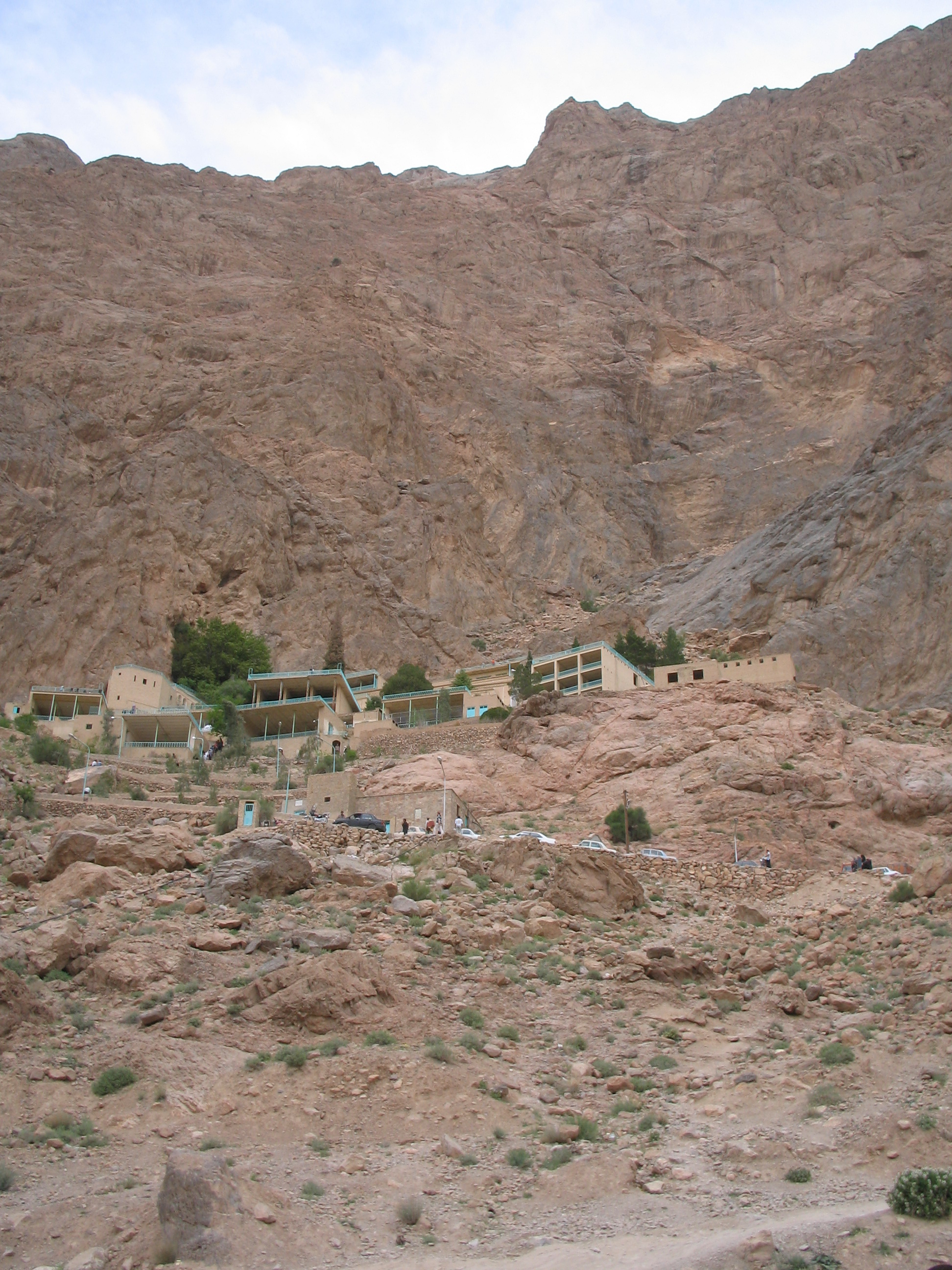
Chak Chak

Chak Chak (persiska: چک‌چک, sv. "dropp, dropp") är en helig grotta utanför staden Ardakan i provinsen Yazd i centrala Iran. Platsen ligger uppe på en klippvägg som vetter mot ett öde ökenlandskap. Chak chak är den heligaste av alla zoroastriska platser i Iran och rymmer en helig eld. Chak chak är vallfartsort för zoroastrier från hela världen, men särskilt från Iran, Indien och USA. Varje år mellan den 14 och 18 juni besöker de platsen i tusental. Det är sed att pilgrimerna skall stanna upp så snart de har platsen i sikte och vandra resten av biten till fots.
Chak chak är platsen dit den sassanidiska prinsessan Nikbanu, dotter till den siste sassanidiske storkonungen Yezdgerd III, flydde undan de arabiska beduinerna som invaderade Iran på 640-talet. Enligt legenden fällde berget tårar över Nikbanus öde och därav platsens namn.